# Славени (Олт)
Славени (рум. Slăveni) насеље је у Румунији у округу Олт у општини Гоставацу. Oпштина се налази на надморској висини од 71 m.

## Становништво
Према подацима из 2002. године у насељу је живело 1597 становника, од којих су сви румунске националности.